# Spaelotis scotopsis
Spaelotis scotopsis är en fjärilsart som beskrevs av Charles Boursin 1963. Spaelotis scotopsis ingår i släktet Spaelotis och familjen nattflyn. Inga underarter finns listade i Catalogue of Life.